# سيمون فايل
سيمون أدولفين فايل (سيمون ڤــايل) (بالفرنسية: Simone Weil): (باريس 3 فبراير 1909 - أشفورد 24 أغسطس 1943): فيلسوفة ومتصوفة وناشطة سياسية فرنسية وُلِدَتْ في عائلة يهودية غير متدينة. تُعتبَر سيمون فايل من أهم فلاسفة القرن العشرين، وهي أخت عالِم الرياضيات أندريه فايل.
مع أنها لم تعش سوى 34 عاماً فقد كانت غزيرةَ الإنتاج تجاوزت مؤلفاتها العشرين. اعتبرها الكاتبُ والروائي الفرنسي ألبير كامو أكبرَ عقل في عصرها. كما اعتبرها الكاتبُ والصحفي البريطاني توماس مالكوم مادجيريدج العقلَ الأكثرَ إشراقاً في القرن العشرين. بلغَ تأثيرُها حداً جعلَ ألبير كامو نفسُه يرى أنه من المستحيل تصور أية مكانة لأوروبا في المستقبل ما لم تأخذ أوروبا بالحسبان المتطلباتِ التي حدَّدَتْها سيمون فايل.
بعد تخرجها من التعليم الرسمي، أصبحت فايل معلمة. درَّست بشكل متقطع خلال ثلاثينيات القرن العشرين، وأخذت إجازات عديدة بسبب صحتها السيئة ولأنها كرست نفسها للعمل في النشاط السياسي وهو عمل من شأنه أن يساعدها في حركة النقابة العمالية، إذ وقفت في صف اللاسلطويين المعروفين باسم عمود دوروتي في الحرب الأهلية الإسبانية، وأمضت أكثر من سنة تعمل كعاملة في مصانع السيارات غالباً لتتمكن من فهم الطبقة العاملة بشكل أفضل.
سلكت طريقاً غير مألوف بالنسبة إلى المثقففين اليساريين في القرن العشرين، وأصبحت أكثر تديناً وميلاً إلى الروحانية مع تقدمها في السن. كتبت فايل العديد من المؤلفات خلال حياتها، رغم أن معظم كتاباتها لم تلفت الانتباه إلا بعد وفاتها. في خمسينيات وستينيات القرن العشرين، أصبحت أعمالها مشهورة في أوروبا القارية وفي البلدان الناطقة باللغة الإنجليزية. ظل فكرها موضوع دراسات مكثفة في مجالات عديدة. وجدت دراسة لاحقة من جامعة كالغاري أنه بين عامي 1995 و2012 نُشر أكثر من 2500 عمل علمي جديد عنها. وصفها ألبير كامو بأنها «الروح العظيمة الوحيدة في عصرنا».
نقلَ المترجمُ السوري محمد علي عبد الجليل إلى العربية كتابَها الشهير التجذر. وقامت دار مجلة معابر للنشر في دمشق بنشر الترجمة عام 2010م. كما ترجمَ مختاراتٍ من أعمالها في كتاب نُشِرَ في دار معابر (مجلة) للنشر أيضاً.

## سيرتها الذاتية

### حياتها المبكرة
وُلدت فايل في شقة والديها في باريس في 3 فبراير عام 1909، والدها الطبيب برنارد ووالدتها سولومي ويل، وهما يهوديان لاأدريان من منطقة ألزاس انتقلا إلى باريس بعد ضم أراضي الألزاس واللورين إلى ألمانيا. كانت فايل طفلة تتمتع بصحة جيدة في شهورها الستة الأولى، لكن بعدئذ عانت من نوبة حادة من التهاب الزائدة الدودية، ثم رافقتها الصحة السيئة طوال حياتها. كانت الطفلة الصغيرة لوالديها، وتمتعت بعلاقة طيبة مع أخيها عالم الرياضيات أندريه فايل طوال حياتها. كان والداهما ميسورا الحال وأنشآ طفليهما في بيئة واعية وداعمة.
شعرت فايل بالأسى بسبب اضطرار والدها إلى مغادرة المنزل لعدة سنوات بسبب تجنيده للخدمة في الحرب العالمية الأولى. آمنت إيفا فوغلمان وروبرت كولز وعلماء آخرين أنه من الممكن أن تكون هذه التجربة ساهمت في حالة الإيثار الكبيرة التي أظهرتها فايل طوال حياتها. اكتسبت فايل هوساً بالنظافة من المنزل الذي قضت فيه طفولتها، وفي أوقات لاحقة من حياتها، تحدثت فايل أحياناً عن اشمئزازها واعتقدت أن الآخرين يرونها بهذه الطريقة مع أنها كانت تُعتبر جذابة جداً في شبابها.
كانت فايل عطوفة جداً بشكل عام وتجنبت أي شكل من أشكال التواصل الجسدي تقريباً حتى مع صديقاتها.
وفقاً لصديقها وكاتب سيرتها الذاتية سيمون بيترومونت، قررت فايل في سنوات حياتها المبكرة أن عليها اكتساب صفات ذكورية والتضحية بالكثير من فرص العلاقات العاطفية من أجل متابعة مهنتها بالكامل لتحسين الأوضاع الاجتماعية للمحتاجين. منذ سنوات مراهقتها الأخيرة، كانت فايل تخفي جمالها المتواضع خلف مظهر ذكوري بشكل عام، ونادراً ما تضع مساحيق التجميل وترتدي ملابس ذكورية.

### حياتها الفكرية
كانت فايل تلميذة سابقة لعمرها، وأتقنت اللغة الإغريقية في عمر الثانية عشرة. تعلمت السنسكريتية لاحقاً بعد قراءة كتاب البهاغافاد غيتا. كانت اهتماماتها في الأديان الأخرى على مستوى عالمي مثل مفكر عصر النهضة بيكوديلا ميراندولا، وحاولت فهم طقوس كل دين كتعبير عن الحكمة المتعالية.
في عمر المراهقة، درست في مدرسة هنري الرابع تحت إشراف معلمتها القديرة إيميلي تشارتي والتي تُعرف باسم «ألين». انتهت محاولتها الأولى في تقديم اختبار القبول في مدرسة الأساتذة العليا في يونيو عام 1927 بالفشل بسبب درجاتها المنخفضة في التاريخ. عام 1928، نجحت في الحصول على القبول. احتلت المرتبة الأولى في اختبار الحصول على شهادة «الفلسفة العامة والمنطق»، بينما حلت سيمون دي بوفوار في المرتبة الثانية. أثناء تلك السنوات، لفتت فايل الانتباه بسبب آرائها المتطرفة. كانت تدعى «البكر الغاضبة»، وحتى أن معلمتها القديرة لقبتها «بالمخلوق المريخي».
درست الفلسفة في مدرسة الأساتذة العليا، ونالت شهادة الدراسات العليا ( وهي شهادة مكافئة لشهادة الماجستير) عام 1931، وكان عنوان أطروحتها «العلم والكمال عند ديكارت». حصلت على موافقة العمل في العام نفسه. درَّست فايل الفلسفة في مدرسة إعدادية للبنات في مدينة لو بوي أون فيلاي، وكان التدريس أول عمل تقوم به في حياتها القصيرة.

### نشاطها السياسي
يعود سبب مشاركتها في العمل السياسي غالباً إلى عطفها على الطبقة العاملة. عام 1915، عندما كان عمرها ست سنوات فقط امتنعت عن تناول السكر تضامناً مع القوات المرابطة على الجبهة الغربية. عام 1919، عندما كانت في العاشرة من عمرها أعلنت انتماءها للبلشفيك (الأكثرية). وفي سنوات مراهقتها الأخيرة، شاركت في حركة الكتَّاب. كتبت مقالات سياسية، وخرجت في مظاهرات، وأيدت حقوق العمال. في ذلك الوقت، كانت ماركسية ومن دعاة السلام وعضواً في نقابة العمال. أثناء تدريسها في لو بوي أون فيلاي، شاركت في العمل السياسي المحلي لدعم العاطلين عن العمل والعمال المضربين رغم الانتقادات التي تعرضت لها. لم تنضم فايل إلى الحزب الشيوعي بشكل رسمي، وبدأت تنتقد الماركسية بشكل كبير في عشرينياتها.
وفقاً لبيترومونت، كانت من أوائل من وضعوا شكلاً جديداً للطغيان لم يكن مُتوقعاً من قبل ماركس، إذ أمكن للنخبة البيروقراطية جعل حياة الناس العاديين بائسة كما فعل معظم الرأسماليين المستغِلين.
عام 1932، زارت فايل ألمانيا لمساعدة الناشطين الماركسيين الذين كانوا يُعتبروا في ذلك الوقت أقوى الشيوعيين وأكثرهم تنظيماً في أوروبا الغربية، لكنها لم تعتبرهم نداً للفاشيين الذين سيظهرون لاحقاً. عند عودتها إلى فرنسا، رفض أصدقاؤها من السياسيين في أميركا مخاوفها لأنهم يعتقدون أن ألمانيا ستبقى تحت سيطرة الوسطيين أو اليساريين. بعد تولي هتلر السلطة عام 1933، أمضت فايل معظم وقتها محاولة مساعدة الشيوعيين الألمان على الهرب من نظامه. نشرت فايل مقالات أحياناً عن قضايا اجتماعية وسياسية من بينها «الاضطهاد والحرية» ومقالات قصيرة عديدة لصحف النقابة. انتقد هذا العمل الفكر الماركسي المشهور وقدم وصفاً متشائماً لحدود الرأسمالية والاشتراكية. رد ليون تروتسكي بنفسه على العديد من مقالاتها مهاجماً أفكارها وشخصيتها. على أي حال، وفقاً لبيترومونت، تأثر تروتسكي ببعض أفكار ويل.
شاركت فايل في الإضراب العام في فرنسا عام 1933، ودعت إلى التظاهر ضد البطالة وخفض الأجور. في العام التالي، حصلت على إجازة لمدة سنة من منصبها كمعلمة لتعمل متنكرة كعاملة في مصنعين، تعود ملكية أحدهما لشركة رينو انطلاقاً من اعتقادها أن هذه التجربة ستسمح لها بالتواصل مع الطبقة العاملة. عام 1935، استأنفت التدريس وتبرعت بمعظم دخلها لأسباب سياسية ومساعي خيرية.
عام 1936، ورغم إعلانها أنها كانت سلامية، سافرت لتشارك في الحرب الأهلية الإسبانية وكانت مع الجمهوريين، وانضمت إلى عمود دوروتي اللاسلطوي. حتى أنها حملت بندقية لكن رفاقها أبعدوها عن صفوف القتال بسبب قصر بصرها الشديد، وكانوا يخشون أن تطلق سيمون النار على أحدهم، فقد اصطدمت بقدر مليء بسائل مغلي بسبب قصر بصرها وأصيبت بحروق ملحوظة، وجاءت عائلتها إلى إسبانيا لتعيدها إلى وطنها. أثناء إقامتها في جبهة أراغون، أرسلت بعض الأخبار المكتوبة إلى صحيفة لو ليبيرتي الفرنسية. وعرفت عن نفسها بأنها لاسلطويّة، وبعد وصولها إلى إسبانيا، حاولت الوصول إلى القائد المناهض للفاشية جوليان غوركين وطلبت منه إرسالها في مهمة كعميل متخفٍ لإنقاذ الأسير خواكين مورين. رفض غوركين ذلك قائلاً أنها حتماً تضحي بنفسها مقابل لا شيء إذ أنه من غير المرجح أن تتمكن من العبور كإسبانية.                  

## أعمالها
- دفاتر
- تأملات حول قضايا الحرية والاضطهاد الاجتماعي
- الظرف العمالي
- رسالة إلى رجل دين
- الإلياذة أو قصيدة القوة
- انتظار الله
- التجذر التجذر تمهيد لإعلان الواجبات تجاه الكائن الإنساني

## روابط خارجية
- سيمون فايل على موقع IMDb (الإنجليزية)
- سيمون فايل على موقع الموسوعة البريطانية (الإنجليزية)
- سيمون فايل على موقع مونزينجر (الألمانية)
- سيمون فايل على موقع ميوزك برينز (الإنجليزية)
- سيمون فايل على موقع إن إن دي بي (الإنجليزية)
- سيمون فايل على موقع ديسكوغز (الإنجليزية)
- سيمون فايل على موقع قاعدة بيانات الفيلم (الإنجليزية)